# ガーランド (テキサス州)
ガーランド（英:Garland）は、アメリカ合衆国テキサス州のダラス郡にある都市である。ダラスの北東に位置している。人口は24万6018人であり、ダラス・フォートワース複合都市圏の主要都市のひとつである。

## 歴史
1850年頃にピーターズ植民地と呼ばれたこの地域に開拓者達が到着し始めたが、地域社会としては1873年になって創られた。この地域には医者のK・H・エンブリーに因んだ「エンブリー」と、クリークの名前を採った「ダック・クリーク」という2つの社会が生じた。2つの町が競い合い、サンタフェ鉄道の停車場周辺に成長を始めた。どちらの町に郵便局を置くべきかという論争が起こった時に、ダラス郡の判事トマス・A・ナッシュがそこを訪れていたアメリカ合衆国下院議員ジョー・アボットに2つの町の間に郵便局を動かすよう求め、1887年にこれが実行された。新しい郵便局の場所は司法長官オーガスタス・ヒル・ガーランドに因んで「ガーランド」と名付けられた。エンブリーとダック・クリークは統合されてガーランド市となった。1891年、新しく市制が布かれた。1904年までに市の人口は819人となっていた。
1920年、地元の実業家が町のために新しい発電工場の資金を出した（フェアバンクス・モースから購入した）。これから市の電力供給業者としてのガーランド・パワー・アンド・ライトが設立され、現在も市内の電力を賄っている。
1927年5月9日、破壊的な竜巻が市の大半を破壊し、元市長のS・E・ニコルソンを含み17人の死者が出た。
1930年代遅くにこの地域に事業が入り始めた。クラドック食品会社やその後にバイアー・ロルニック帽子工場（現在はレジストルが所有）がこの地域に入ってきた。1937年、ダラスの大きな放送局KRLDがガーランドにラジオ用アンテナ塔を立て、その運用は今でも続いている。第二次世界大戦の間、幾つかの航空機製造工場がこの地域で操業し、戦後は空いたスペースをクラフトフーヅ会社が買収した。1950年までガーランドの人口は1万人を超えていた。
1950年から1954年にダラスやガーランドの地域は厳しく広範な旱魃を味わった。井戸から汲み上げる水を補う為に、近くのラボン湖の水を使うようになった。
第二次世界大戦後、国全体が経験した郊外の爆発的人口増加がガーランドにも及んできた。1960年までに人口は38,500人と1950年の4倍近くになった。1970年には2倍以上の81,500人となり、1980年には138,850人にも達した。
1998年、ガーランドに本拠を置いていた宗教団体チェン・タオが1998年3月31日に北アメリカ大陸の1つのテレビ局で神の姿が見られると千年紀の予言をし、結局は実現しなかったが、この期間メディアの注目を浴びることになった。

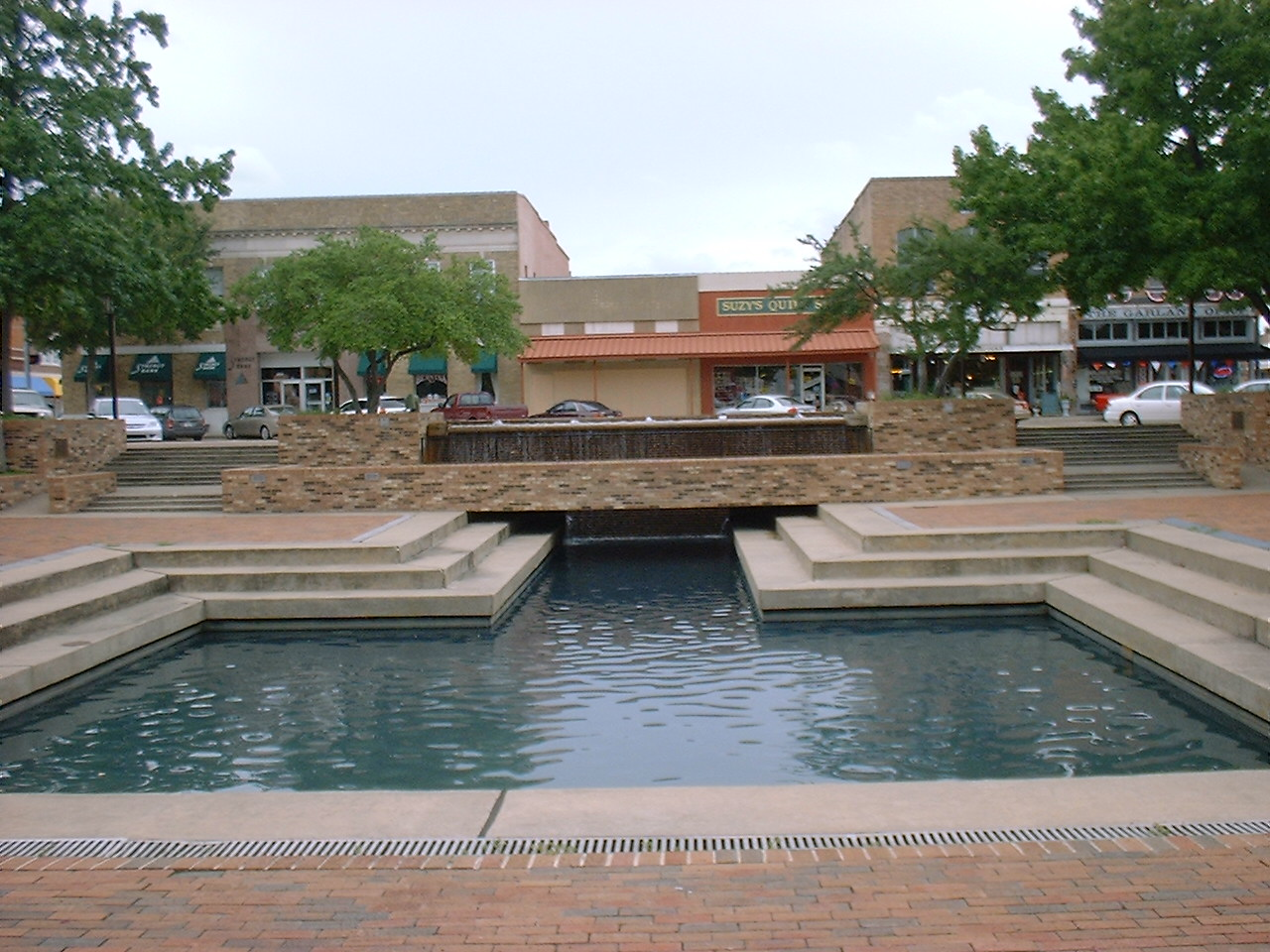
ガーランドの歴史ある中心街、再開発の計画が進んでいる。

### 最近の開発
2000年代、ガーランドは特に市の北部で幾つかの著名な開発が進んだ。ハワイアン・フォールズ水上公園が2003年にオープンした（ガーランドには以前、ウェットンワイルドという水上公園があったが、1993年に閉鎖していた）。アリーナや会議施設を備えたガーランド独立教育学区の特別催事センターが2005年にオープンし、また屋外型モールであるファイアホイール・タウンセンターには100以上の事業が入った。

### 今後の開発
特別催事センターが成功したことで、ハイアットホテルがガーランド独立教育学区と共同事業を営むことになり、将来多くの行事を開催することが期待されている。

## 地理
ガーランドは北緯32度54分26秒 西経96度38分7秒 / 北緯32.90722度 西経96.63528度に位置する。アメリカ合衆国国勢調査局に拠れば、市域全面積は57.1平方マイル (147.9 km2)であり、全て陸地である。

### 気候
- 平均的に最も熱い月は7月である。
- 過去最高気温は2000年に 111°F (43.9℃) が記録された。
- 平均的に最も寒い月は1月である。
- 過去最低気温は1989年に −3°F (−19.4℃) が記録された。
- 降水量の最大は毎年5月におきている。

## 人口動態
以下は2000年国勢調査による人口統計データである。
| 基礎データ - 人口: 215,768人 - 世帯数: 73,241世帯 - 家族数: 55,443家族 - 人口密度: 1,458.7人/km2（3,778.1人/mi2） - 住居数: 75,300軒 - 住居密度: 509.1軒/km2（1,318.5/mi2） 人種別人口構成 - 白人: 48.27% - アフリカン・アメリカン: 18.87% - ネイティブ・アメリカン: 0.60% - アジア人:7.35% - 太平洋諸島系: 0.07% - その他の人種: 11.99% - 混血: 2.89% - ヒスパニック・ラテン系: 37.58% 年齢別人口構成 - 18歳未満: 29.8% - 18-24歳: 9.6% - 25-44歳: 33.0% - 45-64歳: 20.5% - 65歳以上: 7.1% - 年齢の中央値: 32歳 - 性比（女性100人あたり男性の人口） - 総人口: 98.3 - 18歳以上: 95.3 | 世帯と家族（対世帯数） - 18歳未満の子供がいる: 41.6% - 結婚・同居している夫婦: 56.7% - 未婚・離婚・死別女性が世帯主: 13.7% - 非家族世帯: 24.3% - 単身世帯: 19.8% - 65歳以上の老人1人暮らし: 5.0% - 平均構成人数 - 世帯: 2.93人 - 家族: 3.37人 収入と家計 - 収入の中央値 - 世帯: 49,156米ドル - 家族: 53,545米ドル - 性別 - 男性: 35,859米ドル - 女性: 29,392米ドル - 人口1人あたり収入: 20,000米ドル - 貧困線以下 - 対人口: 8.9% - 対家族数: 6.8% - 18歳以下:11.3% - 65歳以上: 8.7% |

## 教育

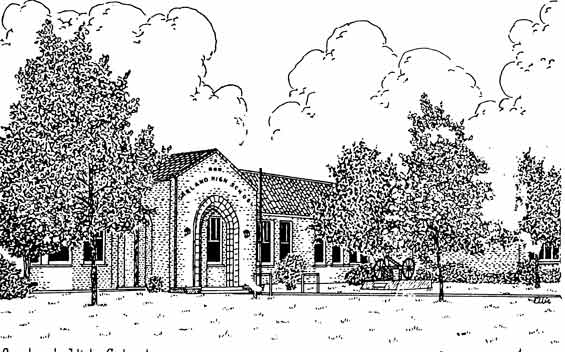
100年以上の歴史があるガーランド高校。この線画はガーランド中心街のサウスガーランド・アベニューに面する高校の玄関を描いている。

ガーランドの大半はガーランド独立教育学区に入っている。一部はダラス、メスキートおよびリチャードソンなどの各独立教育学区に含まれている。
ガーランド独立教育学区に細かい学区は無いので、住人は学区の中のどの学校にも入学できる。
ガーランド独立教育学区に幾つかの高校がある。ガーランド高校は地区の国際バカロレア資格プログラムの本拠である。ノースガーランド高校は、数学、科学、および工学の学科がある。レイクビュー・センテニアル高校はガーランド独立教育学区の「カレッジ・アンド・キャリア｣に特化した学校である。サウスガーランド高校はこの地域社会でも美容師養成プログラムがあることで知られている。その他の高校として、ナーマンフォレスト高校、ローレット高校およびサックス高校がある。
メスキート独立教育学区ではプライス小学校、バンストン中等学校およびノースメスキート高校に入学できる。
リチャードソン独立教育学区ではO・ヘンリー小学校、リバティ中学校、およびガーランドの西部にあるロイド・V・バークナー高校に入学できる。
2006年11月時点で、ガーランド独立教育学区には52,39人の生徒と 3,236人の教師がおり、生徒と教師の比率は16.2である。ガーランド独立教育学区の2006年の資産税率は資産評価額100ドルあたり1.5449ドルである。

### カレッジと大学
2004年5月、ダラス郡コミュニティカレッジ地区の拡張が有権者に認められ、急速に成長しているダラス郡のために5つの地域社会教育キャンパスを建設することになった。
ダラス郡コミュニティカレッジ地区はこの計画の監督をリッチランド・カレッジに見させることとし、2007年秋にグレンブルック・ドライブとウォルナット通りの角にあるガーランド・キャンパスの土地を開放した。このキャンパスは2009年に完工する予定である。授業は6月に開講される。
この新しい施設には教室、コンピュータ実験室、多目的展示スペース、会議場および地域に根付く組織の事務所が入り、ガーランド地域の住人と事業者に学術的なものと職業訓練的なもの双方の授業を行うことになる。
継続学習、履修単位無し、職業関連の授業と、訓練（継続学習、履修単位無し）が提供されることが予定されている。限られた量であるが、特別の会社や組織のために考案された職業教育訓練や集団訓練を支援する単位履修一般教育も提供される。

## 地区と歴史的地域社会
- センタービル
- イースタンヒルズ
- ダック・クリーク
- エンブリー
- ローズヒル
- リチャードソンとダラスの境界地区

## インフラ

### 交通

#### 主要道路
- 州間高速道路30号線
- 州間高速道路635号線
- ジョージ・ブッシュ大統領ターンパイク（有料）
- テキサス州道78号線
- 環状線（一部は一番通りとブロードウェイ・ブールバードと名付けられている）

#### 鉄道
ガーランド道路に平行して鉄道線が走っており、メスキートから来てガーランド市内の各方面に行くことができる。

##### ライトレール
- ダラス地域ラピッド・トランシット: ブルーライン
  - フォレスト・ジュピター駅
  - ダウンタウン中心街駅

### 公共施設
ガーランド市は上水と下水のサービスを行っている。ガーランド市の使用電力の約85%は市営施設であるガーランド・パワー・アンド・ライトが賄っている。残りの15%は以前TXUから供給されていたが、現在、テキサス電力市場の規制緩和後に多くの会社から供給されている。
2008年、CNNとマネー・マガジンが住みたい場所100傑を発表し、ガーランドは67位にランクされた。繁栄する都市圏の中でガーランド市の心地よい故郷を思わせるものがこの記事で言及された傑出した特徴の一つだった。
この記事で言及されたガーランドの資産としては、健全なインフラのある堅固な基盤、優れた市のサービス、およびガーランドの環境廃棄物サービス、上下水道施設とガーランド・パワー・アンド・ライトに支えられる反応が良く地元が所有する公共施設が挙げられていた。

#### 環境廃棄物サービス
ガーランドの賞を得たこともある環境廃棄物サービスは、ロニー・バンクスが指揮しており、消費者のためのサービスとして最良の標準と長く認められてきた。廃棄物管理の人員は、身体的に生涯があって「ゴミだし」のできない市民のために、自発的に重いゴミ容器を運んできた。彼らは単に「ゴミだし」ばかりではなく、ガーランド市民に思いやりのある世話までも行っている。市が毎週行う大型ゴミ回収サービスとともにこのレベルのサービスがあるので、住民にとってはとても清潔で健康的な環境を提供してきた。

#### 上下水道施設
ガーランドは北テキサス市民上水地区の当初からのメンバーである。1940年代初期に市の指導者達が思い描いたものが、ガーランドやその仲間の都市に、地区にある多くの貯水池から信頼でき、高品質で手頃な価格の飲み水を提供することになった。もっとも重要なことは、1世紀に1回あるかというようなこの地域の旱魃のときもガーランドの住人は最小の影響だけで過ごせたということである。この上水地区の決断で生水をハイテクのオゾン処理することになり、現在使われている塩素を著しく減らして高品質の安全な飲料水に繋がることになっている。
ガーランドの汚水処理場からの廃水は北テキサス市民上水地区が造った1,840エーカー (7.36 km2) の湿地を流れている。このことで幅広い種類の鳥の自然生息地を提供しており、廃水の沈殿物、窒素およびリン成分を減らし、飲用可能なレベルにまでしている。選別された水生植物を使うことにより、この環境に優しいプロジェクトで数百万ガロンの再生水を生み出し、環境負荷を減らすことになっている。

#### ガーランド・パワー・アンド・ライト
ガーランド・パワー・アンド・ライトは1923年に、ガーランドの住民に非営利公共サービスを提供するために設立され、市民によって管理されている。顧客の総数は68,000軒近くあり、テキサスの都市施設としは3番目、全国でも41番目の規模である。
ガーランド・パワー・アンド・ライトには3箇所の「ガス燃焼発電所」があり、合計で64万キロワットの発電能力がある。さらにテキサス都市電力公社におけるガーランドの共同経営社が発電能力46万2千キロワットの「石炭焚き」ギボンズ・クリーク発電所を運転している。ガーランドの電力供給システムは1,007マイル (1,600 km) の空中電線と1,000マイル (1,600 km) の地下電線で構成されている。その送電システムには23箇所の中継所と133マイル (213 km) の送電線がある。2007年の最大送電料は48万3千キロワットであり、年間収入は2億3,800万ドル近くになっている。
平均停電発生率と平均停電時間という2つの全国的指数がある。ガーランドはこれらの指数を公表している数少ない電力供給業者の一つである。

##### 環境に優しいエネルギーへの移行
市民に幅広く環境に優しいエネルギーを供給する為に、市制委員会は最近、住民風力エネルギー条例を可決した。すでに住民太陽光パネル条例も存在している。伝統的な化石燃料による発電所に加えて、ガーランド・パワー・アンド・ライトはルイスビル湖ダムに水力発電施設を所有し、風力タービン発電施設を購入している。
ガーランド・パワー・アンド・ライトは全ての私営公益事業（ケーブルテレビ、インターネット、電話および電力サービスの供給事業者）と同様、市の地役権使用料を市に払っている。あらゆる市は公益事業供給事業者に公共用地を賃貸することで一般運営基金を創設している。ガーランド・パワー・アンド・ライトの市に対する基金移転量は、市内の私営供給事業者との同様な使用権契約から集められる金額と釣り合っている。

## 見どころ

### 文化、芸術、娯楽
- ガーランドの歴史的中心街
- パティ・グランビル・アートセンターは市が所有し運営する複合施設である。この中には客席が720と200ある2つの優美なプロセニアム劇場が入っている。また客席数350のプラザ劇場もある。アートセンターのアトリウムは6,500平方フィート (604 m2) の舞踏室となり、2面はガラス張りで、優美な屋外庭園に通じる入り口がある。そこでは、市民、地域社会および商業組織が、晩餐会、レセプション、交易ショーおよび会議を開く機会を提供している。
- ガーランド・オプリーは非営利組織であり、32年間にわたって毎週カントリーとゴスペル音楽を提供してきた。
- プラザ劇場
- ペースハウス

### 公園とレクレーション
- スプリング・クリーク保存林と保存公園
- ローレット・クリーク自然保護地域とマウンテンバイク道
- ファイアホイール・ゴルフパーク
- ハワイアン・フォールズ
- サーフ・アンド・スウィム、オーデュボン公園
- レイ湖ハバード
- ラボン湖、レイ湖ハバードへの支流

## 大衆文化の中で
- テレビアニメの『キング・オブ・ザ・ヒル』はガーランドの元住人マイク・ジャッジによって作られた。ジャッジはその場面を想起させるものとしてガーランドの要素を使い、想像上の町で発音の類似するアーレンを作った。
- アメリカや国際的な認知を得た元住人や現在の住人としては、歌手のリアン・ライムス、女優のクリスタル・バーナード、バンドローンスターの音楽家ディーン・サムズ、歌手のアンバー・ドットソン、ロカビリーの殿堂入りしたジーン・サマーズ[9]がいる。
- 歌手バック・オーウェンスの1998年3月31日付け葉書には、「同封自署。ガーランドは私が1年から3年まで学校に通った所だとしって面白がるかもしれない。我々は1938年にカリフォルニアに移転することに決めた。- Buck Owens.」と書かれていた[10]。
- ガーランド出身のスポーツ選手としては、NFLのプレースキッカー、マック・パーシバル、NFLのオールプロ、ボビー・ボイド、NFLのセーフティ、メルビン・ブリット、およびNBAのムーキー・ブレイロックとリッキー・ピアースがいる。
- ウェーコ事件のかなり前に、デイビッド・コレシュはガーランド高校に通っていたが、卒業前に退学した。
- テレビゲームのクリエーター、3DレルムズはDuke Nukemシリーズをガーランドで開発していたことが知られている。
- チャック・ノリスのテレビシリーズ『ウォーカー、テキサスレンジャー』はガーランドで撮影された。フォックス放送の『プリズン・ブレイク』シリーズでも幾つかのシーンにガーランドが使われた。ガーランドにはスタートレック・レーンという道があり、テキサス州エルパソ生まれのジーン・ロッデンベリーが制作したテレビシリーズ、スタートレックを公式地名にした最初の場所であり、おそらく唯一である。
- ディズニーチャンネルのテレビドラマ『シークレット・アイドル ハンナ・モンタナ』のオリバー役ミッチェル・ムッソはガーランドで生まれ育った。
- ドッグ・アジリティはガーランドで始まった。アメリカ合衆国ドッグ・アジリティ協会の会長で創設者ケネス・タッシュが北アメリカにこの競技を紹介しあらゆる種類の犬を含めることにした。1986年に設立されたこの協会は現在国際的なものとなり、登録競技者22,000人以上を抱えてこの競技では世界最大の独立組織となっている。ガーランドのウィンターズパークで開催された最近の国際協議会は2002年のものだった[11]。